# Léopoldine Hugo
Léopoldine Cécile Marie-Pierre Catherine Hugo (París, 28 de agosto de 1824 - Villequier, 4 de septiembre de 1843) fue la hija mayor del novelista, poeta, y dramaturgo Victor Hugo y su esposa, Adèle Foucher.

## Primeros años
Léopoldine nació en París, segunda de los cinco hijos y la hija mayor de Victor Hugo y Adèle Foucher. Fue nombrada por su abuelo paterno, como su hermano mayor Léopold (que murió poco después de nacer).
Léopoldine, bella y encantadora, tuvo muchos pretendientes, incluyendo Charles Vacquerie, a quien conoció mientras estaba de vacaciones en 1839.

## Vida posterior y muerte
Se casó con Charles Vacquerie en la iglesia parisina de San Pablo-San Luis el 15 de febrero de 1843, pero ambos morirían ahogados juntos poco más tarde, cuando su barca volcó en el Sena en Villequier el 4 de septiembre de 1843. Tenía 19 años y se encontraba embarazada de tres o cuatro meses; sus amplias faldas y enaguas al empaparse se hicieron muy pesadas y la hundieron, su marido murió tratando de salvarla. Este acontecimiento trágico tuvo un gran impacto en el trabajo y personalidad de su padre, Victor Hugo. Dedicó numerosos poemas a la memoria de su amada hija, notablemente Demain dès l'aube y À Villequier en Pauca Meae; Victor Hugo detuvo la escritura del cuarto libro de Las Contemplaciones por varios años, a causa de la profunda depresión que desarrolló tras la muerte de Léopoldine.